# Giovanni Paisiello
Giovanni Paisiello (ou Paesiello) (Tàrent, 9 de maio de 1740 - Nápoles, 5 de junho de 1816), foi um compositor clássico italiano, principalmente no campo da ópera-bufa.

## Vida
Frequentou uma escola onde a sua voz chamou a atenção, para a qual foi enviado para o Conservatório de San Onofrio, em Nápoles, em 1754. Nesse conservatório estudou com Francesco Durante.
Já estabelecido em Nápoles, escreveu várias óperas, sendo a mais importante L'ldolo cinese.
Casou-se com Cecilia Pallini, e em 1776 foi convidado por Catarina II da Rússia para São Petersburgo, onde passou oito anos. Foi mestre de capela nesta cidade e em Nápoles. Em São Petersburgo, ele escreveria sua ópera mais famosa, O Barbeiro de Sevilha (1782), baseada em uma comédia de Beaumarchais de 1775, embora no repertório tenha sido obscurecida por O Barbeiro de Sevilha (1816), composta por Rossini.
Foi diretor da capela musical de Napoleão Bonaparte em Paris, mas insatisfeito com o público parisiense, retornou a Nápoles e trabalhou para os reis Joseph Bonaparte e Joachim Murat.
Ele foi o compositor mais popular no final do século. Ele ocupou vários cargos importantes na corte de Catarina II da Rússia (em São Petersburgo em 1776), Napoleão (em Paris em 1802) e o Rei de Nápoles. Seu estilo rítmico e melódico influenciou a música de Mozart, que o admirava.

## Obras
- Il ciarlone (12.5.1764 Bolonha)
- I francesi brillanti (24.6.1764 Bolonha)
- Madama l'umorista, o Gli stravaganti (26.1.1765 Modena)
- L'amore in ballo (Carnaval 1765 Veneza SM)
- I bagni d'Abano (primavera 1765 Parma)
- Demetrio (Pasqua 1765 Modena)
- Il negligente (1765 Parma)
- Le virtuose ridicole (1765 Parma)
- Le nozze disturbate (Carn. 1776 Veneza SM)
- Le finte contesse (2.1766 Roma V) [Il Marchese di Tulissano?]
- La vedova di bel genio (prim. 1766 Nápoles N)
- L'idolo cinese (prima. 1767 Nápoles N)
- Lucio Papirio dittatore (verão 1767 Nápoles SC)
- Il furbo malaccorto (inverno 1767 Nápoles N)
- Le 'mbroglie de la Bajasse (1767 Nápoles F)
- Alceste in Ebuda, ovvero Olimpia (20.1.1768 Nápoles SC)
- Festa teatrale in musica (31.5.1768 Nápoles PR) [Le nozze di Peleo e Tetide]
- La luna abitata (verão 1768 Nápoles N)
- La finta maga per vendetta (1768 Nápoles F)
- L'osteria di Marechiaro (inver. 1768 Nápoles F)
- La serva fatta padrona (verão 1769 Nápoles F) [rev. Le 'mbroglie de la Bajasse]
- Don Chisciotte della Mancia (verão 1769 Nápoles F)
- L'arabo cortese (inver. 1769 Nápoles N)
- La Zelmira, o sia La marina del Granatello (verão 1770 Nápoles N)
- Le trame per amore (7.10.1770 Nápoles N)
- Annibale in Torino (16.1.1771 Turim TR)
- La somiglianza de' nomi (prima. 1771 Nápoles N)
- I scherzi d'amore e di fortuna (verão 1771 Nápoles N)
- Artaserse (26.12.1771 Modena)
- Semiramide in villa (Carn. 1772 Roma Ca)
- Motezuma (1.1772 Roma D)
- La Dardanè (prima. 1772 Nápoles N)
- Gli amante comici (1772 Nápoles N)
- Don Anchise Campanone (1773 Veneza) [rev. Gli amante comici]
- L'innocente fortunata (Carn. 1773 Veneza SM)
- Sismano nel Mogol (Carn. 1773 Milão RD)
- Il tamburo (prima. 1773 Nápoles N) [Il tamburo notturno]
- Alessandro nell'Indie (26.12.1773 Mòdena)
- Andromeda (Carn. 1774 Milão RD)
- Il duello (prima. 1774 Nápoles N)
- Il credulo deluso (1774 Nápoles N)
- La frascatana (1774 Veneza SS) [L'infante de Zamora]
- Il divertimento dei numi (4.12.1774 Nápoles PR)
- Demofoonte (Carn. 1775 Veneza SB)
- La discordia fortunata (Carn. 1775 Veneza SS) [L'avaro deluso]
- L'amor ingegnoso, o sia La giovane scaltra (Carn. 1775 Pádua)
- Le astuzie amorose (prima. 1775 Nápoles N)
- Socrate immaginario (1775 Nápoles N)
- Il gran Cid (3.11.1775 Florença P)
- Le due contesse (3.1.1776 Roma V)
- La disfatta di Dario (Carn. 1776 Roma A)
- Dal finto il vero (prima. 1776 Nápoles N)
- Nitteti (28.1.1777 São Petersburgo)
- Lucinda e Armidoro (1777 São Petersburgo)
- Achille in Sciro (6.2.1778 São Petersburgo)
- Lo sposo burlato (24.7.1778 São Petersburgo)
- Gli astrologi immaginari (14.2.1779 São Petersburgo) [Le philosophe imaginaire]
- Il matrimonio inaspettato (1779 Kammenïy Ostrov) [La contadina di spirito]
- La finta amante (5.6.1780 Mogilev) [Camiletta]
- Alcide al bivio (6.12.1780 São Petersburgo)
- La serva padrona (10?.9.1781 Tsàrskoie Seló)
- Il duello comico (1782 Tsàrskoie Seló) [rev. Il duello]
- Il barbiere di Siviglia, ovvero La precauzione inutile (26.9.1782 São Petersburgo)
- Il mondo della luna (1782 Kammenïy Ostrov)
- Il re Teodoro in Venècia (23.8.1784 Viena B)
- Antigono (12.10.1785 Nápoles SC)
- La grotta di Trofonio (12.1785 Nápoles F)
- Olimpiade (20.1.1786 Nápoles SC)
- Le gare generose (prima. 1786 Nápoles F) [Gli schiavi per amore; Le bon maître, ou L'esclave par amour]
- Pirro (12.1.1787 Nápoles SC)
- Il barbiere di Siviglia, ovvero La precauzione inutile [rev] (1787 Nápoles F)
- La modista raggiratrice (1787 Nápoles F) [La scuffiara amante, o sia Il maestro di scuola Nàpolstano; La scuffiara raggiratrice]
- Giunone e Lucina (8.9.1787 Nápoles SC)
- Fedra (1.1.1788 Nápoles SC)
- L'amor contrastato (Carn. 1789 Nápoles F) [L'amor contrastato o sia La molinarella]
- Catone in Utica (5.2.1789 Nápoles SC)
- Nina, o sia La pazza per amore (25.6.1789 Caserta)
- I zingari in fiera (21.11.1789 Nápoles Fo)
- Le vane gelosie (prima. 1790 Nápoles F)
- Zenobia in Palmira (30.5.1790 Nápoles SC)
- La molinara (1790 Viena) [rev. L'amor contrastato]
- Nina, o sia La pazza per amore [rev] (1790 Nápoles F)
- Ipermestra (6.1791 Pàdua)
- La locanda (16.6.1791 Londres Pantheon) [La locanda di falcone; Lo stambo in Berlina]
- I giuochi d'Agrigento (16.5.1792 Venècia F)
- Il fanatico in Berlina (1792 Nápoles F) [rev. La locanda]
- Il ritorno d'Idomeneo (tardor 1792 Perúgia)
- Elfrida (4.11.1792 Nápoles SC) [Adevolto]
- Elvira (12.1.1794 Nápoles SC)
- Didone abbandonata (4.11.1794 Nápoles SC)
- Nina, o sia La pazza per amore [rev 2] (1795 Nápoles F)
- Chi la dura la vince (9.6.1797 Milão S)
- La Daunia felice (26.6.1797 Foggia)
- Andròmaca (4.11.1797 Nápoles SC)
- L'inganno felice (1798 Nápoles Fo)
- Proserpine (28.3.1803 París O)
- Elisa (19.3.1807 Nápoles SC) [+ Mayr]
- I pittagorici (19.3.1808 Nápoles SC)